# Давенда
Даве́нда — посёлок городского типа в Могочинском районе Забайкальского края России. Административный центр городского поселения «Давендинское»
Население — 583 жителей (2021).
Название происходит от эвенского даван «перевал», -ды - суффикс относительно прилагательных, то есть «перевальный»

## История
Основан в 1939, именовался Иванчиха.
В 1939 открыта 1-я опытная молибденовая фабрика.
С 1941 основной хозяйственной деятельностью стала добыча молибдена, работало Давендинское рудоуправление.
Статус посёлка городского типа — с 1951 года.
После реформы административно-территориального деления СССР в 1962—1963 годах входил в Могочинский промышленный район.

## Население
| 1959 | 1970  | 1979  | 1989  | 2002  | 2009 | 2010 |
| ---- | ----- | ----- | ----- | ----- | ---- | ---- |
| 5158 | ↘3421 | ↘2765 | ↘2020 | ↘1022 | ↘792 | ↗812 |
| 2011 | 2012  | 2013  | 2014  | 2015  | 2016 | 2017 |
| ↘808 | ↘807  | ↘805  | ↘772  | ↘744  | ↗745 | ↘730 |
| 2018 | 2019  | 2020  | 2021  |       |      |      |
| ↘727 | ↘705  | ↘697  | ↘583  |       |      |      |

## Инфраструктура
Экономика
Добыча молибдена (с 1941) и россыпного золота.
Социальные объекты
Средняя школа, детский сад, клуб, библиотека, больница.